# Théotokos

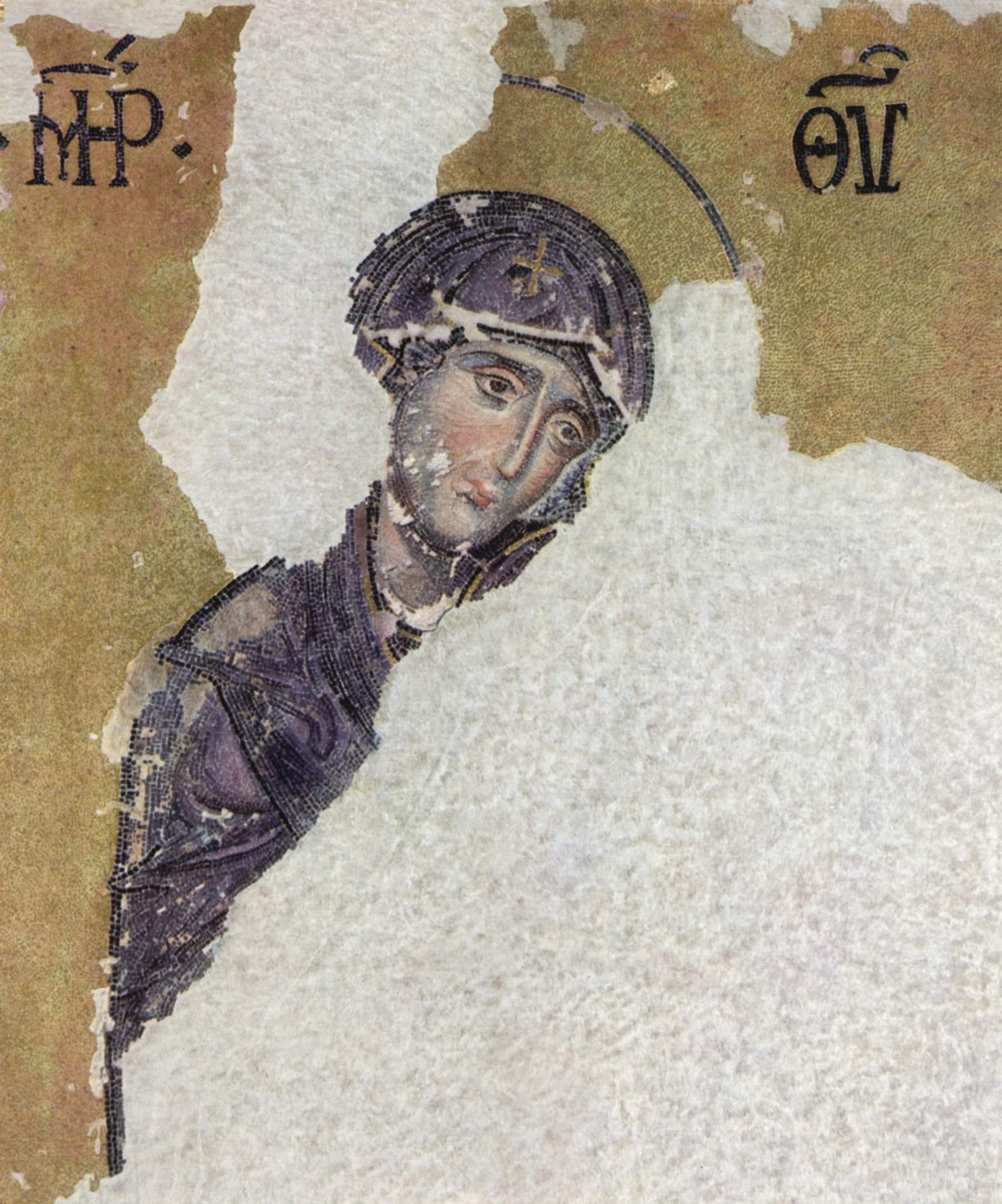
Mère de Dieu (ΜΡ ΘΥ). Mosaïque de la basilique Sainte-Sophie à Constantinople.

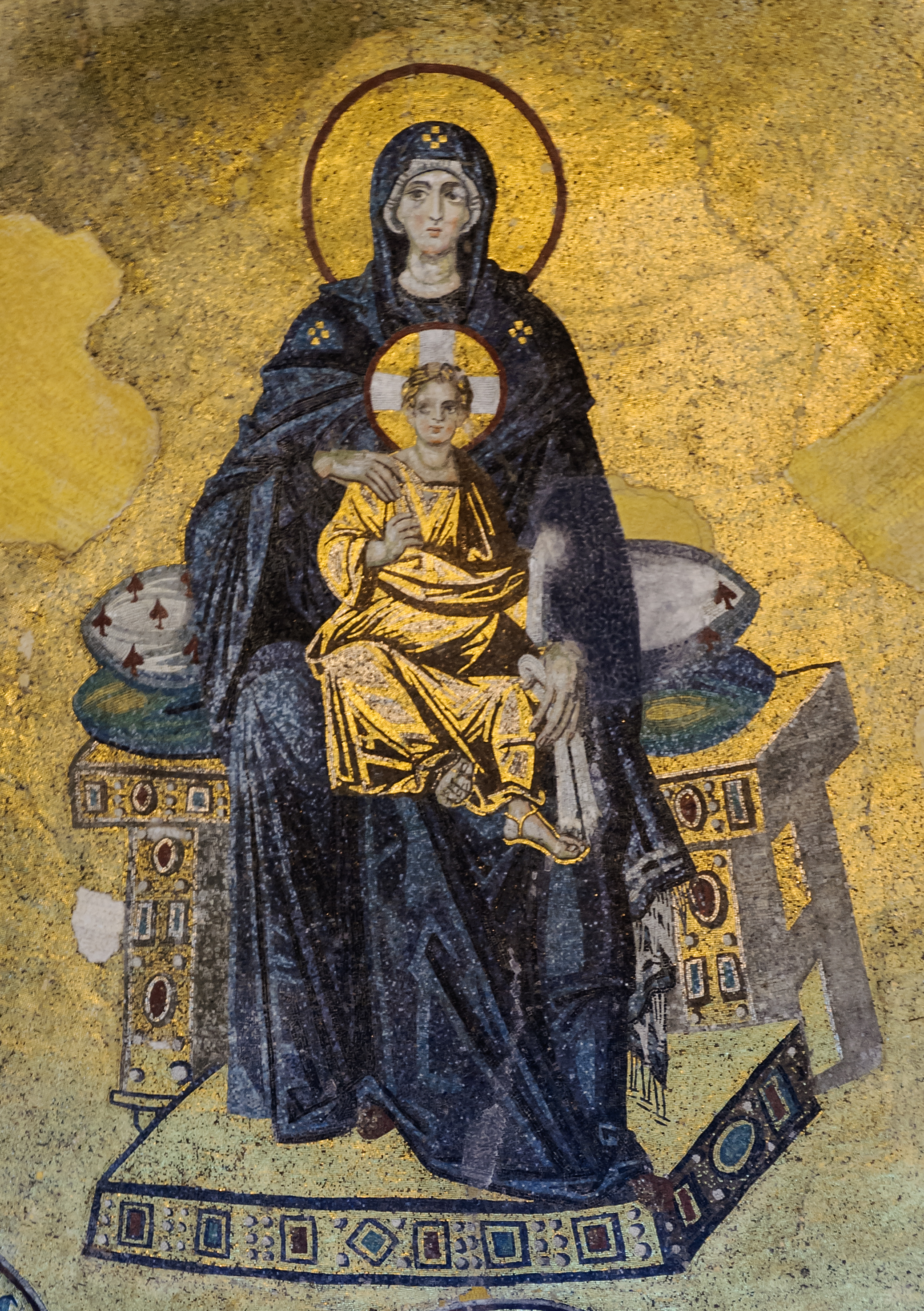
La Théotokos à l'enfant Jésus. Mosaïque de la basilique Sainte-Sophie à Constantinople.

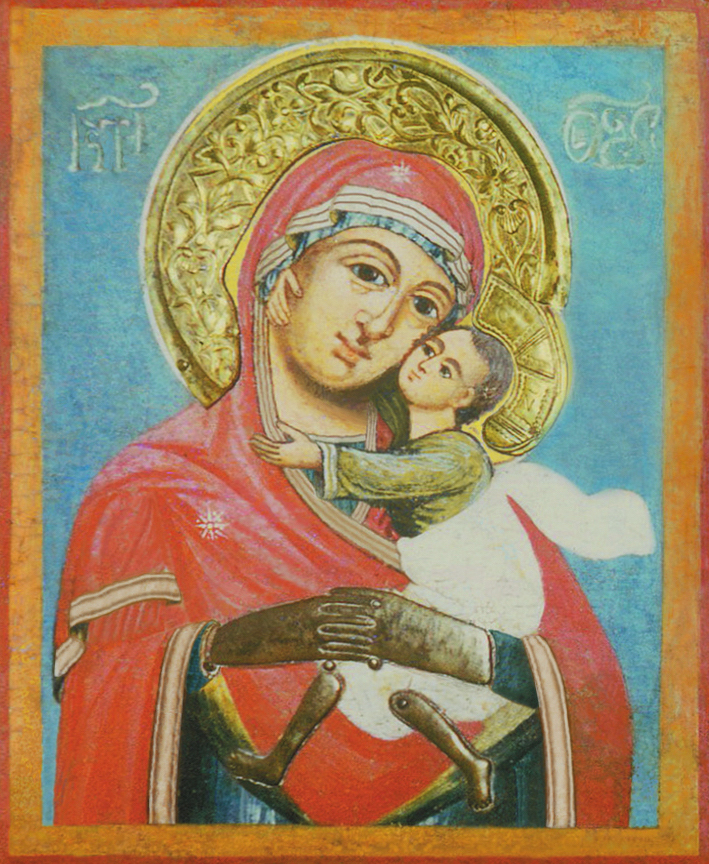
Mère de Dieu (ΜΡ ΘΥ) à l'enfant Jésus. Icône transylvaine sur bois de la fin du XVIIIe siècle.

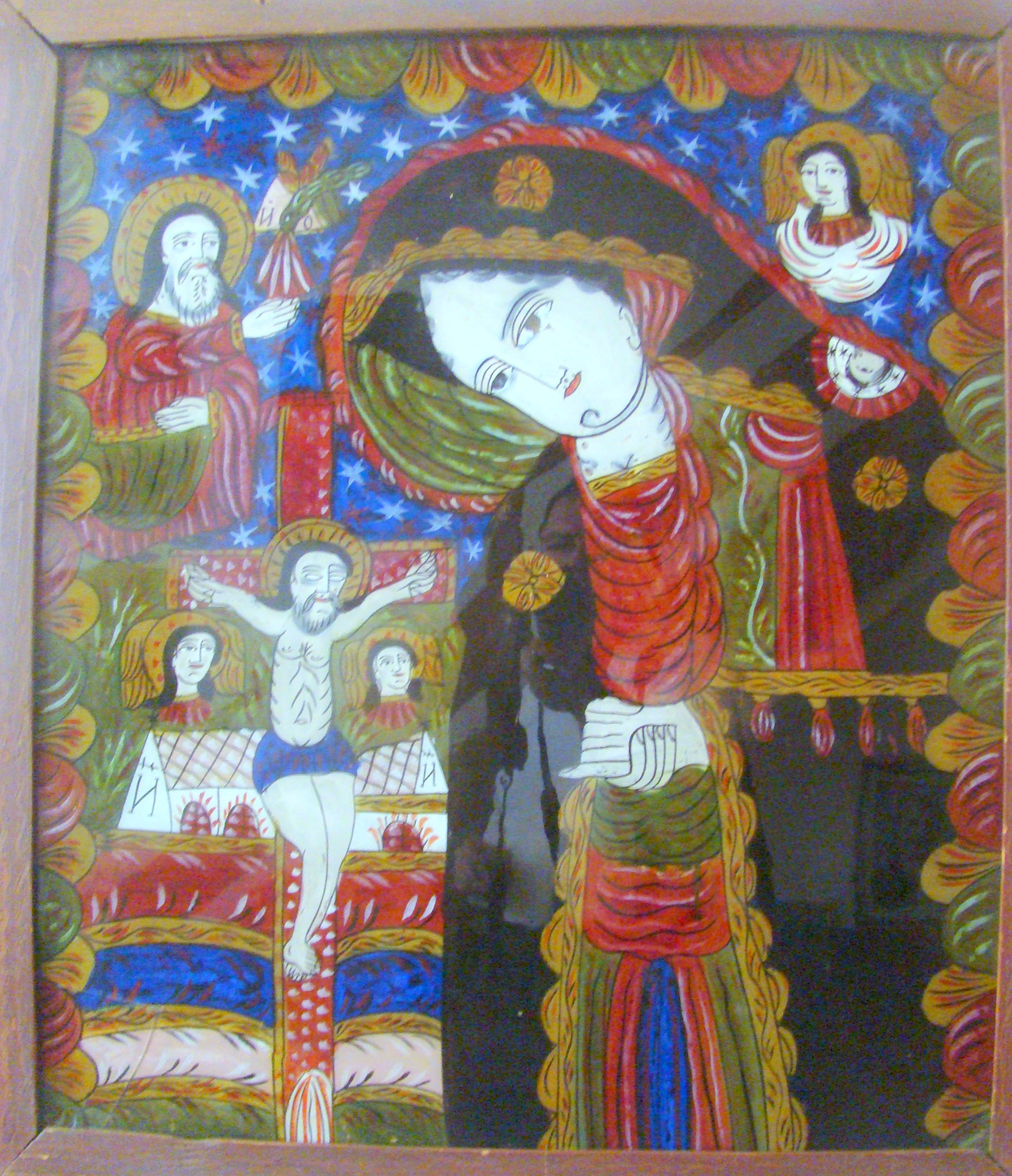
Icône sur verre Mater dolorosa. XIXe siècle, Musée de Sibiel, Transylvanie.

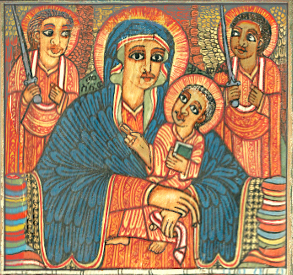
Icône abyssine Théotokos à l'enfant Jésus, musée Paul-Delouvrier, Évry (France).

Théotokos (du grec Θεοτόκος, « qui a enfanté Dieu »), ou Mère de Dieu (en grec ancien : Μήτηρ (τοῦ) Θεοῦ (Métèr (toû) THéoû)), symbolisé sur les icônes par le monogramme ΜΡ ΘΥ — soit la première et dernière lettre de chacun des deux mots —, est un titre attribué à Marie (mère de Jésus). Il apparaît sous la plume d'Alexandre d'Alexandrie en 325, année du premier concile de Nicée — qui sera suivi par celui, définitif, du concile d'Éphèse (431).
Dans l'Église latine, le titre de « Mère de Dieu » est parfois rendu par Deiparae Virginis Mariae, issu de Deipara (littéralement, « qui a enfanté Dieu »). La solennité de Sainte Marie Mère de Dieu, qui clôt l'octave de Noël, est célébrée le 1er janvier dans le calendrier liturgique romain (à l'époque l'année commençait le 25 mars).

## Histoire
« Jésus-Christ, Fils unique de Dieu, vrai Dieu né du vrai Dieu, par l'Esprit Saint a pris chair de la Vierge Marie et s'est fait homme » : c'est en ces termes qu'est proclamé le symbole de foi énoncé par le concile de Constantinople, en 381. Cependant, l’utilisation de ce titre dans le Sub tuum præsidium, la plus ancienne des prières mariales, découverte sur un papyrus daté du IIIe siècle, indique un usage encore plus ancien et déjà une signification importante dans le christianisme.
L'habitude de conférer à Marie le titre de « Mère de Dieu » donne lieu à une polémique avec le patriarche de Constantinople, Nestorius, qui souligne la distinction entre la divinité et l'humanité en Jésus. Il part en guerre contre ce qui lui apparaît comme une nouvelle hérésie : « Je refuse de voir un Dieu formé dans le sein d'une femme ! » Pour lui, Marie est la mère de l'homme Jésus, non du Verbe éternel. La querelle touche aussi au dogme de la divinité de Jésus. Dès lors, deux camps s'opposent : celui des partisans du titre de Théotokos (Mère de Dieu) et celui des partisans de l'Anthropotokos (en) (Mère de l'Homme). Dans un premier temps, Nestorius propose le titre de Christotokos (Mère du Christ) afin de concilier les deux camps et de résoudre une querelle qui agite son Église.
Mais ses attaques contre le titre de Mère de Dieu se heurtent à Cyrille, évêque d'Alexandrie, grand défenseur de l'unité du Christ Dieu et homme. Ce qui est en jeu, ce n'est pas le statut de Marie, mais la réalité de l'Incarnation : Jésus fils de Marie est-il vraiment Dieu ? Si oui, sa mère peut véritablement être dite Mère de Dieu. Refuser le titre de Théotokos à Marie reviendrait à séparer la divinité de Jésus de son humanité, ou à admettre que la divinité de Jésus est postérieure à sa conception, ce qui rejoindrait alors l'hérésie d'Arius. L'accusation d'arianisme et d'adoptianisme peut aussi se retourner contre les partisans du titre de Théotokos, comme affirmation de la séparation des deux natures, divine et humaine du Christ, alors que le symbole de Nicée en affirme la parfaite union (la consubstantialité). La controverse est donc importante et délicate. À cela s'ajoute la ferveur populaire, éloignée des querelles théologiques pointues, en faveur du titre de Théotokos.
Cyrille se dépense sans compter, écrit aux moines d'Égypte, aux évêques, au pape, à Nestorius lui-même. Après bien des péripéties, d'échanges de lettres et de mémoires théologiques, un concile œcuménique se tient en 431 à Éphèse, ville mariale par excellence : c'est là en effet que, selon une tradition, Marie aurait résidé avec Jean après la Pentecôte. Cent cinquante évêques d'Orient et d'Occident y consacrent la reconnaissance par l'Église de la maternité divine de Marie.
Les pères latins du concile traduisent le terme Θεοτόκος (Théotokos) en latin par Deipara, qui est un calque de la construction grecque. C'est de cette traduction que vient le français « Déipare ».

## Liturgie

### Dans le calendrier liturgique catholique
À l'occasion du XVe centenaire du concile d'Éphèse, Pie XI promeut une solennité universelle en l'honneur de la Maternité divine de Marie. Elle est fixée au 11 octobre.
Dans le cadre de la réforme issue du concile Vatican II, Paul VI replace cette solennité de Sainte Marie, Mère de Dieu au 1er janvier, retrouvant l'ancienne coutume de la liturgie de Rome. Elle clôt ainsi l'octave de Noël, tout en coïncidant avec la Journée mondiale de la paix, promue par ce même pape. Elle remplace alors la fête de la circoncision de Jésus, huit jours après sa naissance, conformément au rite juif.

### Dans le calendrier liturgique orthodoxe
- Une fête de la Nativité de la Théotokos est célébrée le 8 septembre pour les Églises qui suivent le calendrier julien aussi bien que pour celles qui suivent le calendrier grégorien. (Cette fête est appelée aussi Nativité de Marie). C'est l'une des douze grandes fêtes de l'année.
- Une fête de la Protection de la Mère de Dieu est célébrée le 1er octobre.
- Une fête de l'Entrée au Temple de la Mère de Dieu est célébrée le 21 novembre. C'est aussi l'une des douze fêtes majeures.
- Une fête de la Conception de la Mère de Dieu est célébrée le 8 décembre.
- Une synaxe de la Mère de Dieu est célébrée le 26 décembre.
- Une fête de l'Annonciation est célébrée le 25 mars. C'est aussi l'une des douze fêtes majeures.
- L'Hymne acathiste est commémorée le dernier samedi du Grand Carême.
- Une fête de la Mère de Dieu Source vivifiante est célébrée le vendredi de Pâques.
- Une fête de la Mère de Dieu des Blachernes est célébrée le 2 juillet.
- Une fête de la Dormition de la Mère de Dieu est célébrée le 15 août. C'est aussi l'une des douze fêtes majeures.

Les canons en l'honneur de la Théotokos sont regroupés dans le théotokarion.

## Autres
- Theotokos est également le nom d'un site de rencontres chrétien et français[6]